# Geertruida de Haas-Lorentz
Geertruida Luberta de Haas-Lorentz (Leiden, 20 de novembro de 1885 — 1973) foi uma física neerlandesa.
Geertruida Lorentz estudou física na Universidade de Leiden, onde foi aluna de seu pai Hendrik Lorentz, que foi seu orientador de doutorado em 1912, com a tese  "Over de theorie van de Brown'schen beweging en daarmede verwante verschijnselen" (On the theory of Brownian motion and related phenomena).
Foi a primeira a efetuar análise de flutuações de elétrons como partículas brownianas. Consequentemente, é considerada a primeira mulher na teoria de ruídos. Filha mais velha do físico Hendrik Lorentz e Aletta Catharina Kaiser. Em 1910 casou com o físico Wander Johannes de Haas e tiveram dois filhos e duas filhas.

## Obras
- Geertruida Luberta de Haas-Lorentz, Die Brownsche Bewegung und einige verwandte Erscheinungen, (Brownian motion and some related phenomena), Braunschweig, F. Vieweg, 1913. [Translated from Dutch to German by the author].
- Geertruida Luberta de Haas-Lorentz, H.A. Lorentz: Impressions of His Life and Work, (Translation by Joh. C. Fagginger Auer), Amsterdam, North-Holland Pub. Co., 1957.
- Geertruida Luberta de Haas-Lorentz, De beide hoofdwetten der thermodynamica en hare voornaamste toepassingen, 's-Gravenhage: Nijhoff, 1946.
- H. A. Lorentz, Eva Dina Bruins, Johanna Reudler,  and Geertruida Luberta de Haas-Lorentz, Kinetische Probleme, Leipzig, Akademische Verlagsgesellschaft, 1928.
- H. A. Lorentz,  A. D. Fokker,  Geertruida Luberta de Haas-Lorentz,  and H. Bremekamp, Lessen over theoretische natuurkunde: aan de Rijks-Universiteit te Leiden, Leiden: Brill, 1919-1926.
- Geertruida Luberta de Haas-Lorentz and H. A. Lorentz, Theorie der quanta, Leiden, N.V. Boekhandel en Drukkerij, Voorheen E.J. Brill, 1919.